# Rebelution (groupe)
Rebelution est un groupe de reggae rock originaire de la ville américaine de Santa Barbara et formé en 2004.

## Historique
Eric Rachmany (voix et guitare), Rory Carey (clavier), Wesley Finley (bassiste), Marley D. Williams (guitare basse) et Matt Velasquez (voix, et guitare) se sont rencontrés au collège d’Isla Vista. Le dernier quitte le groupe peu après la sortie de leur premier album pour poursuivre seul une carrière sous le nom de Drum Major Instinct.
Rebelution commence par se faire connaître dans des bars. Leur premier album complet, Courage To Grow sort en juin 2007. Les titres passent sur les radios californiennes puis américaines. Les téléchargements en ligne sont importants : durant 2 ans, leur album a été dans les dix meilleures ventes sur la plateforme de vente iTunes Store.
Deux années après Courage To Grow, leur deuxième album Bright Side Of Life sort, le 4 août 2009. L’album est en première place des téléchargements aux États-Unis dans le genre reggae, et en troisième place des albums téléchargés aux États-Unis.

## Membres
- Eric Rachmany – guitare, voix
- Marley D. Williams – guitare basse
- Rory Carey – clavier
- Wes Finley – percussions

Ex-Membre, et formateur du groupe
- Matt Velasquez – guitare, voix